# Municipio de Acaxochitlán
El municipio de Acaxochitlán es uno de los ochenta y cuatro municipios que conforman el estado de Hidalgo, en México. La cabecera municipal es la localidad de Acaxochitlán, y la localidad más poblada es Santiago Tepepa.
Acaxochitlán se localiza al oriente del territorio hidalguense entre los paralelos 20° 04′ y 20° 16′ de latitud norte; y los meridianos 98° 06′ y 98° 18′ de longitud oeste; con una altitud entre 1200 y 2800 m s. n. m. (metros sobre el nivel del mar). Este municipio cuenta con una superficie de 238.91 km² (kilómetros cuadrados), y representa el 1.15 % de la superficie del estado; dentro de los límites de las regiones geográfica del valle de Tulancingo y la sierra de Tenango.
Colinda al norte con el estado de Puebla; al este con el estado de Puebla; al sur con el estado de Puebla y el municipio de Cuautepec de Hinojosa; al oeste con los municipios de Cuautepec de Hinojosa, Tulancingo de Bravo, Metepec y el estado de Puebla.

## Toponimia
Del náhuatl, Acatl ‘caña’, xóchitl ‘flor’ y tlan ‘lugar’, por lo que significaría ‘lugar donde abunda la flor de caña’.

## Geografía

### Relieve e hidrográfica
En cuanto a fisiografía se encuentra en la provincia del Eje Neovolcánico (92.0 %) y Sierra Madre Oriental (8.0 %); dentro de la subprovincia de Lagos y Volcanes de Anáhuac (90.0 %), Carso Huasteco (9.0 %) y Llanuras y Sierrasde Querétaro e Hidalgo (1.0 %). Su territorio es Sierra (94.0 %) y Lomerío (6.0 %).
La principal elevación presente en el municipio, es el cerro del Molino con una altitud de 2340 m s. n. m. (metros sobre el nivel del mar) cercano a la localidad de La Bóveda. El cerro de Coyotera, Calbuyo y la Loma de Huehuetzala, se encuentran ubicados al norte de este municipio; el cerro del Zopilote tiene una altitud de 2300 m s. n. m. y se ubica cerca de la localidad de Canales.
En lo que respecta a la hidrología se encuentra posicionado en la región del Pánuco en la cuenca del río Moctezuma; y en la región Tuxpan-Nautla en las cuencas del río Tecolutla y el río Cazones. Las corrientes de agua que conforman el municipio son: Las Cruces, Santa Félix, Tenejate, Huitzilin, Texcapo, Nepupualco, Hueyatenco, Acocolca, Romerillos, Santa Catarina y Omiltepec. Además de contar con la presa Tejocotal, Omiltepec y Santa Ana.

### Clima
El territorio municipal se encuentran los siguientes climas con su respectivo porcentaje: Templado húmedo con abundantes lluvias en verano (62.0 %), templado húmedo con lluvias todo el año (21.0 %), templado subhúmedo con lluvias en verano, de mayor humedad (16.0 %) y templado subhúmedo con lluvias en verano, de humedad media (1.0 %).

### Ecología
La flora en el municipio, presenta una vegetación compuesta en su mayor parte por eucalipto, pino, encino, ocote manzanilla, encino negro, uña de gato, oyamel y cedrorojo. Además de especies no maderables como hongos, palma camedor y musgo, también se puede encontrar árboles de manzana, durazno,capulín, pera y una gran variedad de plantas medicinales usadas en remedios caseros. La fauna se compone principalmente por especies como: conejos, liebre, zorrillo, tlacuache, armadillo, ardilla, comadreja y codorniz, además de la gran variedad de reptiles, aves cantoras, arácnidos, etc.
Este municipio pertenece a la cuenca del río Necaxa; por lo tanto pertenece a la APRN Cuenca Hidrográfica del Río Necaxa, un Área de Protección de Recursos Naturales decretada el 2 de febrero de 2004 con una superficie aproximada de 41 691.5 ha (hectáreas) en 13 municipios, de los cuales tres (Acaxochitlán, Cuautepec de Hinojosa y Tulancingo de Bravo) se ubican en el estado de Hidalgo y diez en el estado de Puebla.
También destaca el Sistema de Represas y Corredores biológicos de la Cuenca Hidrográfica del Río Necaxa área decretada el 2 de febrero de 2008 como Sitio Ramsar con una superficie de 1541.4 ha en tres municipios, de los cuales uno (Acaxochitlán) se ubica en el estado de Hidalgo y dos en el estado de Puebla.

## Demografía

### Población

Mujer nahua de Acaxochitlán.

De acuerdo a los resultados que presentó el Censo Población y Vivienda 2020 del INEGI, el municipio cuenta con un total de 46 065 habitantes, siendo 21 717 hombres y 24 348 mujeres. Tiene una densidad de 192.8 hab/km², la mitad de la población tiene 23 años o menos, existen 89 hombres por cada 100 mujeres.
El porcentaje de población que habla lengua indígena es de 33.26 %, y el porcentaje de población que se considera afromexicana o afrodescendiente es de 1.69 %. La población habla principalmente Náhuatl del noreste central.
Tiene una Tasa de alfabetización de 98.1 % en la población de 15 a 24 años, de 78.2 % en la población de 25 años y más. El porcentaje de población según nivel de escolaridad, es de 15.7 % sin escolaridad, el 67.6 % con educación básica, el 12.1 % con educación media superior, el 4.6 % con educación superior, y 0 % no especificado.
El porcentaje de población afiliada a servicios de salud es de 64.3 %. El 7.2 % se encuentra afiliada al IMSS, el 86.1 % al INSABI, el 2.3 % al ISSSTE, 4.8 % IMSS Bienestar, 0.1 % a las dependencias de salud de PEMEX, Defensa o Marina, 0.1 % a una institución privada, y el 0.2 % a otra institución. El porcentaje de población con alguna discapacidad es de 3.9 %. El porcentaje de población según situación conyugal, el 35.3 % se encuentra casada, el 31.5 % soltera, el 22.5 % en unión libre, el 4.6 % separada, el 0.5 % divorciada, el 5.6 % viuda.
Para 2020, el total de viviendas particulares habitadas es de 10 442 viviendas, representa el 1.2 % del total estatal. Con un promedio de ocupantes por vivienda 4.4 personas. Predominan las viviendas con los siguientes materiales: adobe y concreto, el tipo de la propiedad corresponde a la privada. En el municipio para el año 2020, el servicio de energía eléctrica abarca una cobertura del 98.4 %; el servicio de agua entubada un 23.4 %; el servicio de drenaje cubre un 85.1 %; y el servicio sanitario un 94.7 %.

### Localidades

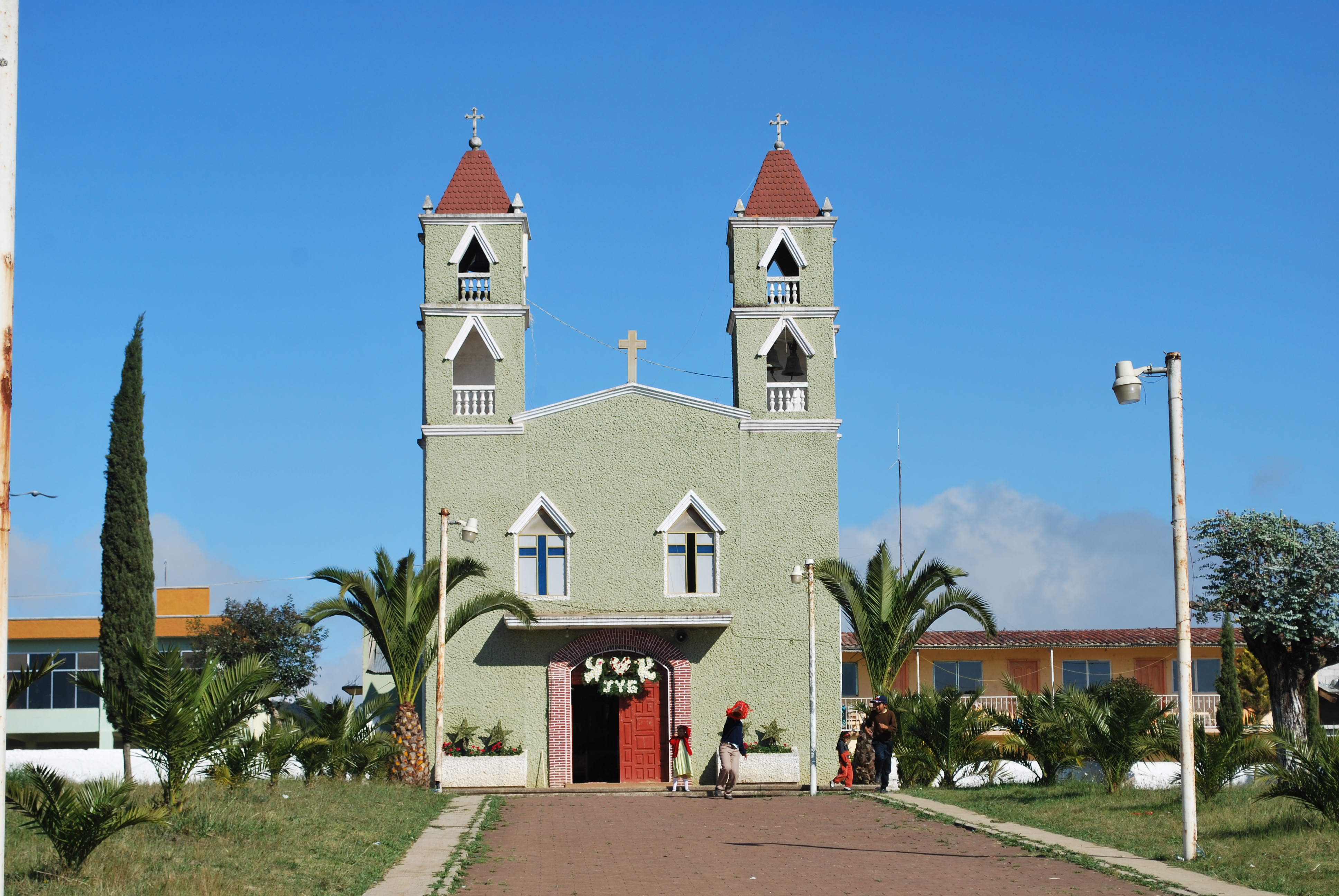
Localidad de San Mateo.

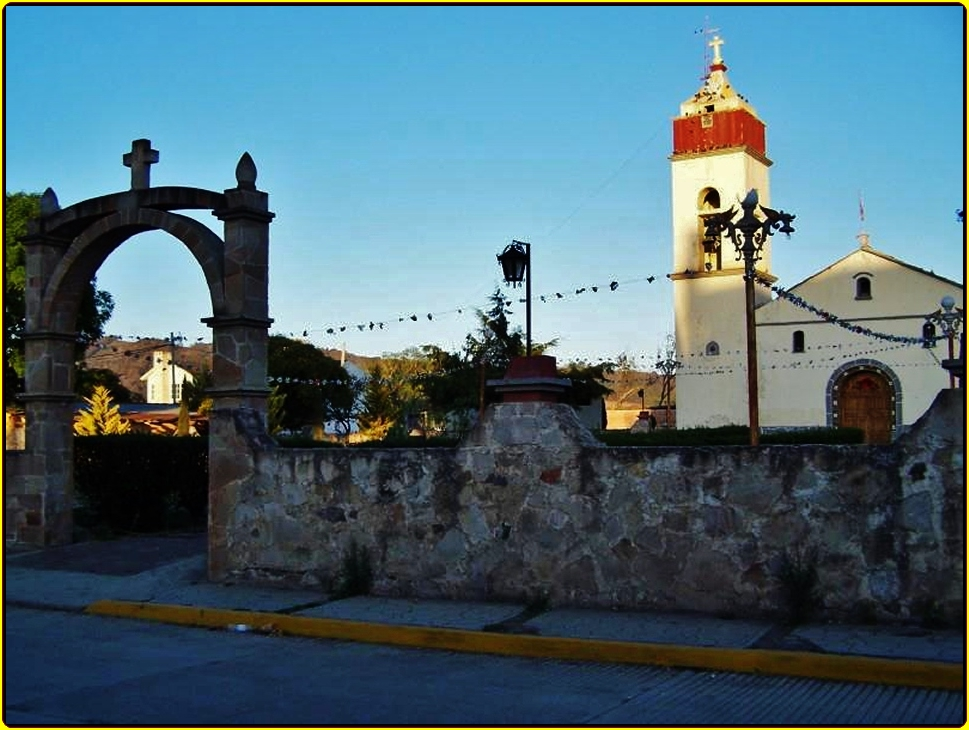
Localidad de San Pedro Tlachichilco.

Para el año 2020, de acuerdo al Catálogo de Localidades, el municipio cuenta con 58 localidades.
| Código INEGI | Localidad                      | Población (2020) | Porcentaje (%) | Ámbito Población | Categoría Población |
| ------------ | ------------------------------ | ---------------- | -------------- | ---------------- | ------------------- |
| 130020016    | Santiago Tepepa                | 5113             | 11.10          | Urbana           | Villa               |
| 130020013    | Santa Ana Tzacuala             | 4050             | 8.79           | Urbana           | Comunidad           |
| 130020007    | Los Reyes                      | 3997             | 8.68           | Urbana           | Comunidad           |
| 130020001    | Acaxochitlán                   | 3908             | 8.48           | Urbana           | Cabecera municipal  |
| 130020010    | San Mateo                      | 2691             | 5.84           | Urbana           | Comunidad           |
| 130020012    | San Pedro Tlachichilco         | 2318             | 5.03           | Rural            | Comunidad           |
| 130020028    | Chimalapa                      | 2217             | 4.81           | Rural            | Comunidad           |
| 130020026    | Zacacuautla                    | 2113             | 4.59           | Rural            | Comunidad           |
| 130020008    | San Francisco Atotonilco       | 1748             | 3.79           | Rural            | Comunidad           |
| 130020021    | Tlamimilolpa                   | 1459             | 3.17           | Rural            | Comunidad           |
| 130020003    | La Bóveda                      | 1402             | 3.04           | Rural            | Comunidad           |
| 130020017    | Tlacpac                        | 1389             | 3.02           | Rural            | Comunidad           |
| 130020005    | La Mesa                        | 1189             | 2.58           | Rural            | Comunidad           |
| 130020004    | Cuaunepantla                   | 935              | 2.03           | Rural            | Comunidad           |
| 130020018    | Tlaltegco (Venta Quemada)      | 820              | 1.78           | Rural            | Comunidad           |
| 130020031    | El Tejocotal                   | 810              | 1.76           | Rural            | Comunidad           |
| 130020039    | Coyametepec                    | 784              | 1.70           | Rural            | Comunidad           |
| 130020045    | Tlatzintla                     | 765              | 1.66           | Rural            | Comunidad           |
| 130020011    | San Miguel del Resgate         | 680              | 1.48           | Rural            | Comunidad           |
| 130020002    | Apapaxtla el Grande (Altamira) | 530              | 1.15           | Rural            | Comunidad           |
| 130020014    | Santa Catarina                 | 493              | 1.07           | Rural            | Ranchería           |
| 130020066    | El Lindero                     | 443              | 0.96           | Rural            | Ranchería           |
| 130020025    | Yemila                         | 371              | 0.81           | Rural            | Ranchería           |
| 130020015    | Techachalco                    | 352              | 0.76           | Rural            | Ranchería           |
| 130020072    | San Andrés                     | 336              | 0.73           | Rural            | Ranchería           |
| 130020029    | Montemar                       | 329              | 0.71           | Rural            | Ranchería           |
| 130020069    | Otontepec                      | 304              | 0.66           | Rural            | Ranchería           |
| 130020032    | Zotictla                       | 299              | 0.65           | Rural            | Ranchería           |
| 130020027    | Canales                        | 297              | 0.64           | Rural            | Ranchería           |
| 130020036    | Ejido Techachalco              | 296              | 0.64           | Rural            | Ranchería           |
| 130020044    | Tlatempa                       | 276              | 0.60           | Rural            | Ranchería           |
| 130020050    | Ocotenco                       | 272              | 0.59           | Rural            | Ranchería           |
| 130020047    | Atezcapa                       | 255              | 0.55           | Rural            | Ranchería           |
| 130020006    | Ojo de Agua de las Palomas     | 239              | 0.52           | Rural            | Ranchería           |
| 130020024    | Toxtla                         | 222              | 0.48           | Rural            | Ranchería           |
| 130020009    | San Juan                       | 214              | 0.46           | Rural            | Ranchería           |
| 130020049    | Ejido de Tepepa (Santa Félix)  | 198              | 0.43           | Rural            | Ranchería           |
| 130020030    | Buena Vista                    | 196              | 0.43           | Rural            | Ranchería           |
| 130020070    | Apapaxtla el Chico             | 188              | 0.41           | Rural            | Ranchería           |
| 130020020    | Ejido Tlatzintla               | 183              | 0.40           | Rural            | Ranchería           |
| 130020071    | El Canal                       | 179              | 0.39           | Rural            | Ranchería           |
| 130020062    | Nuevo San Juan                 | 177              | 0.38           | Rural            | Ranchería           |
| 130020034    | San Martín                     | 115              | 0.25           | Rural            | Ranchería           |
| 130020052    | El Valle                       | 107              | 0.23           | Rural            | Ranchería           |
| 130020041    | San Fernando                   | 99               | 0.21           | Rural            | Ranchería           |
| 130020042    | Ejido Santa Catarina           | 93               | 0.20           | Rural            | Ranchería           |
| 130020054    | Ejido Tlamimilolpa             | 90               | 0.20           | Rural            | Ranchería           |
| 130020061    | Loma Bonita                    | 86               | 0.19           | Rural            | Ranchería           |
| 130020067    | Meztolotla                     | 85               | 0.18           | Rural            | Ranchería           |
| 130020065    | La Cumbre de Santa Catarina    | 68               | 0.15           | Rural            | Ranchería           |
| 130020059    | El Crucero                     | 62               | 0.13           | Rural            | Ranchería           |
| 130020051    | Parada 170                     | 59               | 0.13           | Rural            | Ranchería           |
| 130020040    | Loma Linda                     | 58               | 0.13           | Rural            | Ranchería           |
| 130020046    | Alpinagua                      | 44               | 0.10           | Rural            | Ranchería           |
| 130020037    | El Vado                        | 40               | 0.09           | Rural            | Ranchería           |
| 130020064    | Capoltitla                     | 9                | 0.02           | Rural            | Ranchería           |
| 130020053    | Cuautenco                      | 9                | 0.02           | Rural            | Ranchería           |
| 130020058    | El Puente                      | 4                | 0.01           | Rural            | Ranchería           |

## Política

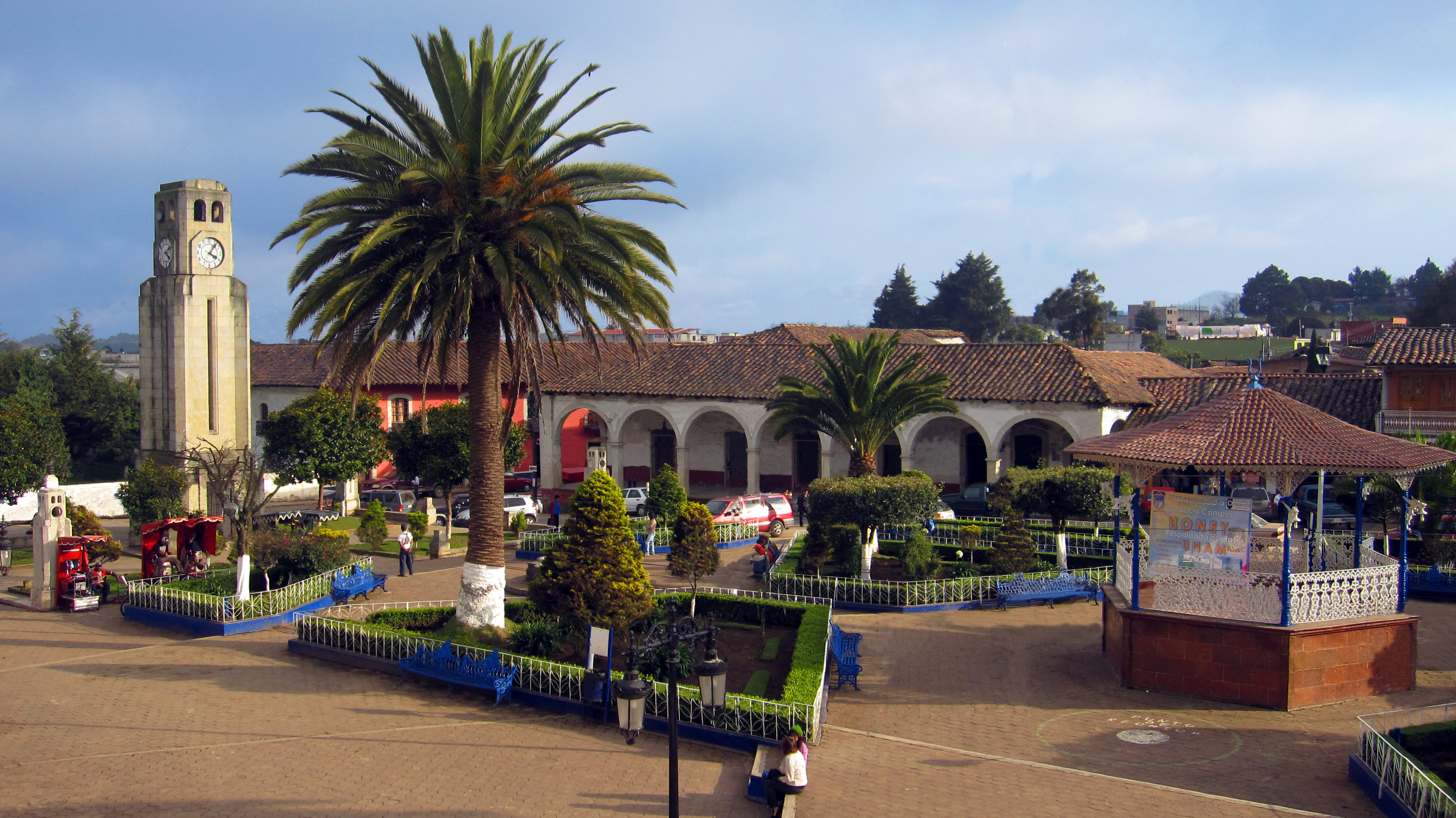
Plaza principal y Reloj Monumental de Acaxochitlán.

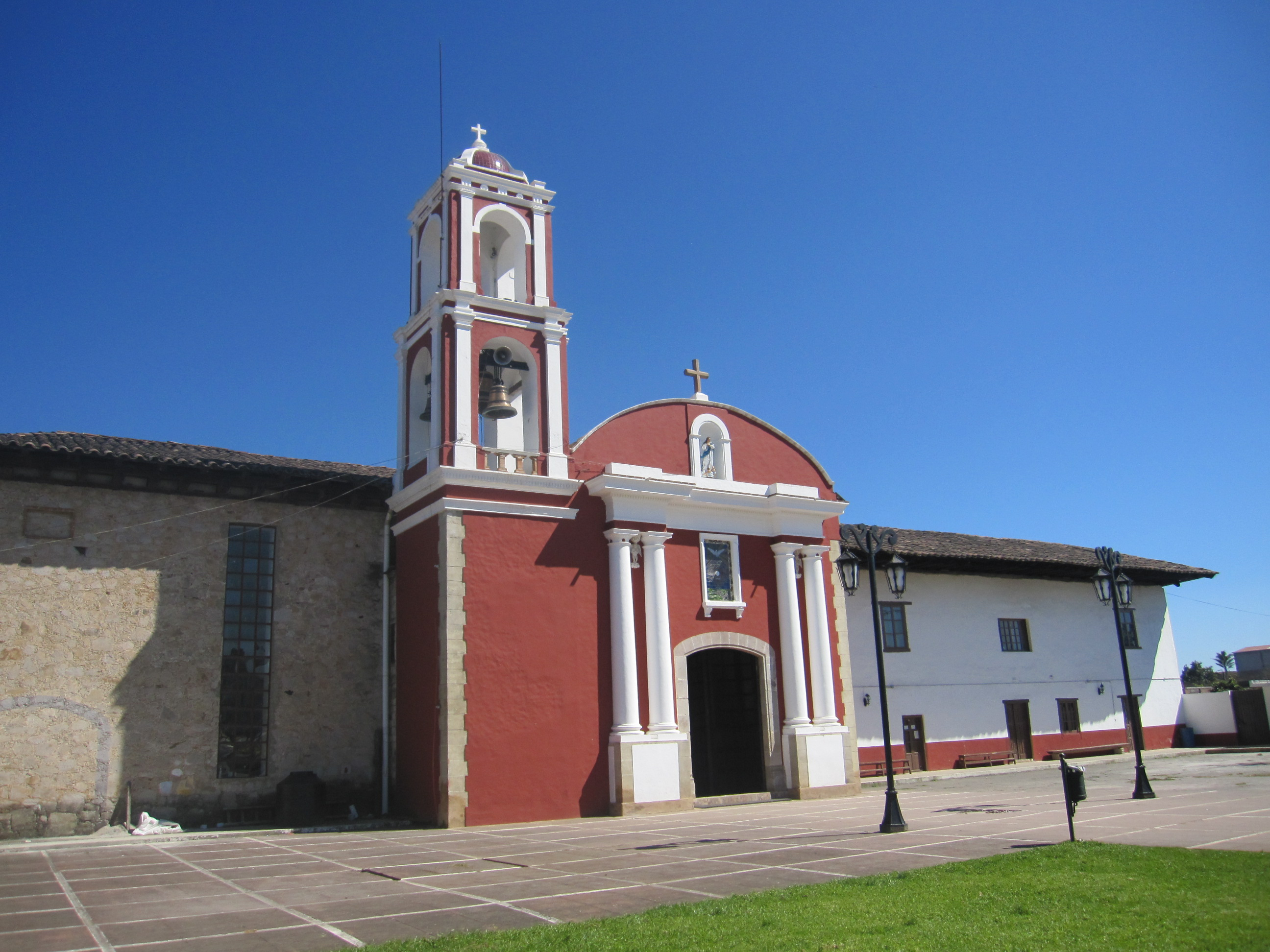
Templo de la Asunción de María.

Se consigna como municipio el 15 de febrero de 1826. El Ayuntamiento está compuesto por: 1 presidente municipal, 1 síndico, 11 regidores, 37 delegados y comisariados ejidales. El municipio está integrado 21 secciones electorales, de la de la 0013 a la 0033. Para la elección de diputados federales a la Cámara de Diputados de México y diputados locales al Congreso de Hidalgo, se encuentra integrado al IV distrito electoral federal de Hidalgo, y al X Distrito Electoral Local de Hidalgo. A nivel estatal administrativo pertenece a la Macrorregión II y a la Microrregión XXVI, además de a la Región Operativa VII Tulancingo.

### Cronología de presidentes municipales
| Periodo                  | Nombre                           | Afiliación política        |
| ------------------------ | -------------------------------- | -------------------------- |
| 1918-1919                | Modesto Rosales Castillo         | -                          |
| 1921                     | Antonio Sosa                     | -                          |
| 1922-1923                | Alejandro de la Fuente Sosa      | -                          |
| 1924                     | Mauricio Vázquez                 | -                          |
| 1925                     | Agustín Castelán                 | -                          |
| 1926 – 1927              | Alejandro De La Fuente Sosa      | -                          |
| 1929                     | Epigmenio Silva                  | -                          |
| 1930-1931                | Carlos Sosa Vargas               | -                          |
| 1932-1933                | Damián Sosa Vargas               | -                          |
| 1934–1935                | Esteban Templos                  | -                          |
| 1936-1937                | Erasto Santos Melo               | -                          |
| 1938 -1939               | Joaquín González                 | -                          |
| 1940 – 1941              | Lucio Saavedra                   | -                          |
| 1942-1945                | Salvador de la Fuente Gómez      | -                          |
| 1945-1948                | Vicente Sosa Torres              | -                          |
| 1948-1951                | Rafael Ponce Perea               | -                          |
| 1951-1952                | Erasto Santos Melo               | Suplente                   |
| 1952                     | Alejandro Sosa Lechuga           | Suplente                   |
| 1953                     | Ángel Suárez Arroyo              | Suplente                   |
| 1954                     | Erasto Santos Melo               | Suplente                   |
| 1954-1957                | Alfonso de la Fuente Gómez       | -                          |
| 1957-1960                | Modesto Rosales Ortega           | -                          |
| 1960-1964                | Manuel Vargas González           | -                          |
| 1964-1967                | Alfonso de la Fuente Gómez       | -                          |
| 1967-1970                | Nicolás Melo Perea               | -                          |
| 1970-1973                | Alberto de la Fuente Gómez       | -                          |
| 1973-1976                | José Sosa Calva                  | -                          |
| 1976-1979                | Luis García Melo                 | -                          |
| 1979-1982                | Carlos Sosa Calva                | -                          |
| 1982-1985                | Alfonso de la Fuente Gómez       | -                          |
| 1985-1988                | José Alfredo Cruz Ramírez        | -                          |
| 1988-1991                | Alfredo César de la Fuente Lopéz | -                          |
| 1991-1992                | Salvador Neri Sosa               | -                          |
| 1992-1994                | Gil Licona Jiménez               | -                          |
| 16/01/1994 al 15/01/1997 | Porfirio Cruz Ramírez            | PRI                        |
| 16/01/1997 al 15/01/2000 | Diego Vicente Castelán Cruz      | PRI                        |
| 16/01/2000 al 15/01/2003 | Eduardo Licona Suárez            | PRI                        |
| 16/01/2003 al 15/01/2006 | Marco Antonio Islas Manzano      | PAN                        |
| 16/01/2006 al 15/01/2009 | Miguel Ángel de la Fuente López  | PRI                        |
| 16/01/2009 al 15/01/2012 | Julián Perea Castelán            | PRI                        |
| 16/01/2012 al 04/09/2016 | Erick Arnulfo Sosa Campos        | Hidalgo nos Une            |
| 05/09/2016 al 04/09/2020 | Rocío Jaqueline Sosa Jiménez     | Un Hidalgo con Rumbo       |
| 05/09/2020 al 20/07/2021 | José Alejandro López Suárez      | Concejo municipal interino |
| 21/07/2021 al 04/09/2024 | Erik Carbajal Romo               | Morena                     |
| 05/09/2024 al 04/09/2027 | Ricardo Perea Gómez              | Morena                     |

## Economía
En 2015 el municipio presenta un IDH de 0.622 Medio, por lo que ocupa el lugar 75.º a nivel estatal; y en 2005 presentó un PIB per cápita de 31 036 (pesos a precios corrientes de 2005).
La población de este municipio vive del campo, dedicándose a la cosecha de maíz, frijol y cebada; así como también al cultivo de frutas como la ciruela, durazno y manzana. La ganadería se cría ganado bovino, porcino, equipo y caprino, además, aves y colmenas. Se cuenta con unidades pesqueras, equipo de embarcación y redes que explotan en mínima escala en presas, criaderos y lagunas del municipio. En silvicultura el aprovechamiento forestal maderable se da principalmente en el encino, oyamel, pino y cedro rojo.
Para 2015 existen en Acaxochitlán 750 unidades económicas, que generaban empleos para 1229 personas. En lo que respecta al comercio, se cuentan en el municipio 3 establecimientos de DICONSA, 1 tianguis y 1 mercado público. De acuerdo con cifras al año 2015 presentadas en los Censos Económicos por el INEGI, la población económicamente activa de 12 años y más del municipio asciende a 14 110 de las cuales 541 se encuentran desocupadas y 13 569 se encuentran ocupadas.